# Лесничая, Елена Анатольевна
Елена Анатольевна Лесничая (7 марта 1957, Москва) — советский и украинский живописец, график, книжный иллюстратор, художница-постановщик; поэтесса.

## Биография
Родилась в семье служащих. В 1977 году окончила Харьковское государственное художественное училище, в 1987 году — Харьковский художественно-промышленный институт, где училась на отделении станковой графики у В. В. Сизикова, В. Н. Игуменцева, И. И. Карася.
С 1982 года сотрудничает с издательствами Москвы и Харькова как художник-оформитель и иллюстратор.
С 1992 года — член Харьковской организации Национального союза художников Украины.

## Творчество
Работает в области станковой и книжной графики, живописи. С 1984 года участвует в областных, республиканских и международных художественных выставках.
Персональные выставки
- 1992, Харьков, Дом художника — «Елена Лесничая. Живопись»[1]
- 1999, Джерси-Сити (США) — «Елена Лесничая. Выставка произведений живописи»
- 2002, Киев, галерея Тадзио — «Выставка живописи Елены Лесничей»
- 2003, Харьковская городская художественная галерея — «Выставка произведений живописи и графики Елены Лесничей»
- 2007, Харьков, галерея «Vova — Tanja. Gallery» — «Старые игрушки»
- 2008, Харьковский художественный музей — «Метаморфозы Елены Лесничей»[2]
- 2009, Харьков, Муниципальная галерея — «Идеальный образ»
- 2011, Харьков, галерея «ВоваТаня» — «Чисто Зайцы»

Групповые выставки
- 1984, Киев — 4-я Республиканская выставка книжной иллюстрации
- 1985, 1986, 1988, Москва — Всесоюзная выставка книжной иллюстрации
- 1985, Москва — Всесоюзный конкурс плаката
- 1989, Киев — Республиканская молодёжная выставка
- 1989, Блчик, Толбухин (Болгария) — Выставка «Первые колосья»
- 1992, Бибионе (Италия) — «Современные художники Украины»
- 1994, Нью-Брунсвик (США) — Групповая выставка художников Харькова
- 1996, Харьков, галерея «Улисс» — «Встреча Марии и Елизаветы»
- 1996, Харьков — международная юбилейная выставка, посвящённая 75-летию Высшей художественной школы Харькова
- 1997, Харьков, городская художественная галерея — Выставка «Сильные слабые»
- 1998, 1999, Харьков, городская художественная галерея — «Осенний вернисаж»
- 1999, Харьков, галерея «Даис» — Выставка «Kharkiv-Jersy-Citi. Первый звонок»
- 1999, Санкт-Петербург, Париж, Москва, Нью-Йорк, Харьков — Выставка «Харьков в Санкт-Петербурге»
- 1999, Одесский государственный художественный музей, Симферополь, Харьков — «Современное русское искусство (1958—1999)»[3]
- 1999, Джерси-Сити (США), Музей современного русского искусства — «Россия и евреи»[4]
- 1999, Джерси-Сити (США), Музей современного русского искусства — «Незнакомая Россия»[5]
- 2000, Джерси-Сити (США), Музей современного русского искусства — «Натюрморт. Портрет. Пейзаж» : выставка русских художников
- 2000, Джерси-Сити (США), Музей современного русского искусства — «Художницы России»
- 2000, Харьков, галерея концерна «АВЭК» — «Харьков — Нью-Йорк — Нью-Йорк — Харьков»[6]
- 2001, Харьков, галерея «Даис» — «Феминизм под любым другим именем в Украине: женщины репрезентуют самих себя»[7]
- 2001, Харьков, галерея концерна «АВЭК» — «Атриум» : выставка работ харьковских художников[8]
- 2001—2002, Харьков, галерея концерна «АВЭК» — «Живописные колядки»[9]
- 2002, Киев, Музей культурного наследия[укр.] — Художественная выставка «Пути, дворцы, города»
- 2008, Харьков, галерея концерна «АВЭК» — «Вернисаж». К юбилею «100-я выставка»[10]

Иллюстрации книг
Источник — электронные каталоги РНБ
- Ахматова А. А. О, есть неповторимые слова… : [сборник стихотворений] / [ил.: А. Остроумова-Лебедева, Е. Лесничая]. — М. : АСТ Астрель, 2010. — 255 с. — (Стихи о любви)
- Ахматова А. А. Тебе покорной? Ты сошёл с ума!… : [сборник стихов] / [ил.: А. Остроумова-Лебедева, Е. Лесничая]. — М. : АСТ, 2014. — 255 c. — (Стихи о любви)
- Ахматова А. А. Я научила женщин говорить…. [сборник к 120-летию со дня рождения Анны Ахматовой] / [рис. Е. Лесничая]. — М. : Эксмо, 2009. — 431 с. — (Поэт и время)
- Есенин С. А. Стихотворения, поэмы / [ил. Е. Лесничей]. — М. : Эксмо, 2008. — 351 c. — (Подарочные иллюстрированные издания. Большая библиотека поэта)
- Есенин С. А. Стихотворения. Поэмы / [ил. Е. Лесничей]. — М. : Эксмо, 2010. — 287 c. — (Большая библиотека поэта).
- Есенин С. А. Стихотворения; Поэмы; Проза / [ил.: Е. Лесничая]. — М. : АСТ Астрель, 2010. — 639 с. — (Классики и современники)
- Маккалоу К. Поющие в терновнике : роман [перевод] / [худож.: Е. Лесничая]. — М. : АСТ Астрель, 2010. — 607 с. — (Классики и современники)
- Мопассан Г. де. Пышка; Пьер и Жан; Сильна как смерть / [ил.: Е. Лесничая]. — М. : АСТ Астрель, 2011. — 639 с. — (Классики и современники)
- Омар Хайям. Рубайат / рис. Елены Лесничей. — М. : Аст Астрель, 2011. — 239 с. — (Шедевры мировой культуры)
- Рубальская Л. А. Лирика / [худож. — Е. Лесничая]. — М. : Эксмо, 2009. — 352 с. — (Стихи любимым)
- Снежина Т. В. Лирика / [худож.: Е. Лесничая]. — М. : Эксмо, 2010. — 399 с. — (Иллюстрированная библиотека поэта. Мировая классика)
- Тютчев Ф. И. Стихотворения / [худож. Е. Лесничая]. — М. : Эксмо, 2009. — 383 с. — (Иллюстрированная библиотека поэта. Мировая классика)
- Фицджеральд Ф. С. Великий Гэтсби; Ночь нежна / [ил.: Е. Лесничая]. — М. : АСТ Астрель, 2012. — 607 с. — (Классики и современники)
- Цветаева М. И. Стихотворения и поэмы / [рис. Е. Лесничей]. — М. : Эксмо, 2008. — 383 с. — (Иллюстрированная библиотека поэта. Мировая классика)
- Цветаева М. И. Стихотворения; Поэмы; Проза / [ил. Е. Лесничей]. — М. : АСТ Астрель, 2011. — 637 с. — (Классики и современники)
- Чехов А. П. Дама с собачкой : рассказы и повести / [ил.: Е. Лесничая]. — М. : АСТ Астрель, 2010. — 640 с. — (Классика и современники)

### Поэт
Избранные сочинения
- Лесничая Е. Алоэ : Стихи. — Харьков: Крок, 2008.
- Вместе / Н. Виноградова, Е. Лесничая, М. Либерман, Е. Моргулян, И. Риссенберг, В. Стариков. — Харьков: Эксклюзив, 2008.

## Отзывы
Отзывы о работах и выставках Е. А. Лесничей публиковались в газетах «Слобода» (1993, № 29), «Время» (1999, № 39), «В Новом Свете» (1999), «Вечерний Нью-Йорк» (1999), «Новое русское слово» (1999), «Моя Родина» (2000, № 3), «Вечерний Харьков» (2001, № 18; 2002, № 15), журнале «Панна» (1993, № 1-3).
Телевидение
```
"Художник Елена Лесничая". Телефильм. ХГТРК. 1997.
"Художники Харькова". Телесюжет о произведениях Е. Лесничей в программе "Харьков-АРТ". 1997.
"Триада". Телесюжет с выставки. ХГТРК. 2001.
"Художник Елена Лесничая". Телепередача. ТВ – 7-я студия. Харьков. 2003.
```

## Работы находятся в собраниях
- Киевский музей русского искусства.
- Харьковский художественный музей.
- Харьковская городская художественная галерея.
- Собрание Министерства культуры и туризма Украины, Киев.
- Городской музей г. Блчик, Болгария.
- Циммерли Арт-музей, г. Нью-Брунсвик. США.
- Собрание галереи «Марс», Москва.
- Музей современного русского искусства, Нью-Джерси, США.
- Собрание «НПК-банка», Харьков.
- Работы находятся в частных собраниях России, Франции, США, Израиля, Голландии, Греции, Болгарии.